# Megalitski templji na Malti
Megalitski templji na Malti (malteško It-Tempji Megalitiċi ta' Malta) so številni prazgodovinski templji, od katerih so nekateri na seznamu Unescove svetovne dediščine, zgrajeni v treh ločenih časovnih obdobjih približno med 3600 pr. n. št. in 700 pr. n. št. na Malti. Bile naj bi najstarejše prostostoječe strukture na Zemlji, čeprav je v zadnjem času odkrit večinoma pokopan kompleks Göbekli Tepe veliko starejši. Arheologi verjamejo, da so ti megalitski kompleksi posledica lokalnih iznajdb med kulturno evolucijo. Tako je bilo več templjev zgrajenih v ggantijski dobi (3600–3000 pr. n. št.), ki se je končalo z velikim kompleksom Tarxien, ki so ga uporabljali do leta 2500 pr. n. št. Po tem datumu je izginila kultura graditeljev templjev. 
Ġgantijski templji (dve lokaciji) so bili leta 1980 vpisani na seznam Unescove svetovne dediščine. Leta 1992 je Unescov odbor razširil obstoječo uvrstitev s še petimi drugimi megalitskimi templji. To so: Ħaġar Qim (v Qrendi), Mnajdra (v Qrendi), templji Ta 'Hàgrat (v Mġarri), templji Skorba (v Żebbiegħu) in templji Tarxien (v Tarxienu). Danes jih upravlja Heritage Malta, medtem ko je lastništvo okoliških površin različno od lokacije do lokacije. Poleg tega so na Malti tudi drugi megalitski templji, ki niso na seznamu Unescove svetovne dediščine.

## Etimologija
Številna imena, ki se uporabljajo za opis posamezne lokacije, so povezana s kamnom, ki se je uporabljal za njihovo gradnjo. Malteška beseda za skalo ħaġar je zajeta v Ta 'Ħaġrat in Ħaġar Qim. Medtem ko so besedo sprva uporabljali za označevalca lastnine, je bila pozneje dodana beseda qim, ki po malteško pomeni 'čaščenje' ali pa je arhaična oblika besede, ki pomeni 'stoječ'.
Malteške legende opisujejo velikane, ki so gradili templje. Od tod ime Ġgantija, kar pomeni 'velikanov stolp'. Malteški jezikoslovec Joseph Aquilina verjame, da je Mnajdra (arabsko منيدرة) pomanjševalnica za besedo mandra (arabsko مندرة), kar pomeni zemljišče, posajeno z gojenimi drevesi (enaka  uporaba je danes v pogovornem egiptovskem jeziku); lahko izvira tudi iz korena arabske besede manzara (arabsko منظرة), ki pomeni 'kraj, kjer se poveljuje.  Tarxien pa izvira iz imena kraja, na katerem so bili templji najdeni (tirix pomeni 'velik kamen'), pa tudi ostankih, izkopanih v Skorbi.

## Zgodovina

### Datacija
Templji so posledica več obdobij gradnje, od približno 5000 do 2200 pred našim štetjem. Obstajajo dokazi o človeški dejavnosti na otokih od zgodnjega neolitskega obdobja (približno 5000 pr. n. št.), o čemer pričajo lončenina, ožgani ostanki ognja in kosti. Razumevanje različnih stopenj dejavnosti v templjih ni enostavno. Glavna težava je, da so območja sama del evolucije v naravi, saj je vsak zaporeden tempelj prinesel s seboj dodatno izboljšanje arhitekturnega razvoja.
Poleg tega so v nekaterih primerih pozneje ljudje iz bronaste dobe zgradili svoja mesta nad neolitskimi templji, kar je zgodnjim raziskovalcem, ki niso imeli sodobnih tehnologij datiranja, povzročilo težave. Sir Temi Żammit, ugleden malteški arheolog iz poznega 19. stoletja, je datiral neolitske templje v leto 2800 pr. n. št. in tarxiensko kulturo bronaste dobe v leto 2000 pr. n. št. Te datume so raziskovalci ocenili za "precej previsoke" in so predlagali zmanjšanje za vsaj pol tisočletja. Vendar je radiokarbonsko testiranje dalo prav Žammitovi teoriji. Teorija, da je bila tempeljska umetnost povezana z egejsko kulturo, je propadla, ko je bilo dokazano, da so ti templji starejši.

### Tempeljska obdobja
| e hMalteška prazgodovinska kronologija (na podlagi ponovnega preverjanja radiokarbonskih podatkov) |                        |                      |
| Obdobje                                                                                            | Doba                   | Datacija okoli       |
| neolitik (5000–4100 pr. n. št.)                                                                    | Għar Dalam             | 5000–4300 pr. n. št. |
| neolitik (5000–4100 pr. n. št.)                                                                    | siva Skorba            | 4500–4400 pr. n. št. |
| neolitik (5000–4100 pr. n. št.)                                                                    | rdeča Skorba           | 4400–4100 pr. n. št. |
| tempeljsko obdobje (4100–2500 pr. n. št.)                                                          | Żebbuġ                 | 4100–3700 pr. n. št. |
| tempeljsko obdobje (4100–2500 pr. n. št.)                                                          | Mġarr                  | 3800–3600 pr. n. št. |
| tempeljsko obdobje (4100–2500 pr. n. št.)                                                          | Ġgantija               | 3600–3200 pr. n. št. |
| tempeljsko obdobje (4100–2500 pr. n. št.)                                                          | Saflieni               | 3300–3000 pr. n. št. |
| tempeljsko obdobje (4100–2500 pr. n. št.)                                                          | Tarxien                | 3150–2500 pr. n. št. |
| bronasta doba (2500–700 pr. n. št.)                                                                | Tarxiensko pokopališče | 2500–1500 pr. n. št. |
| bronasta doba (2500–700 pr. n. št.)                                                                | Borġ in-Nadur          | 1500–700 pr. n. št.  |
| bronasta doba (2500–700 pr. n. št.)                                                                | Baħrija                | 900–700 pr. n. št.   |

Razvoj kronoloških obdobij, ki temelji na ponovnem preverjanju radiokarbonskega datiranja, je razdelil obdobje do bronaste dobe na Malti v več dob. Prvi dokaz človeškega prebivališča v neolitiku je iz għardalamske dobe, okoli 5000 pr. n. št. V tempeljskem obdobju od okoli 4100 pr. n. št. do približno 2500 pr. n. št. so nastali najznačilnejši spomeniki. To obdobje je razdeljeno na pet obdobij, za prvima je ostala večinoma lončenina. Naslednja tri obdobja se začnejo po ggantijski dobi okoli 3600 pr. n. št., zadnja je tarxienska doba, ki se je končala okoli 2500 pr. n. št.

### Ġgantijska doba (3600–3200 pr. n. št.)
Imenuje se po mestu Ġgantija na otoku Gozo. Predstavlja pomemben razvoj v kulturnem razvoju neolitskega človeka na otokih. Do tega datuma so najzgodnejši datirani templji in prvi dve, če ne tri, razvojni stopnji v tlorisu: v obliki ušesa ali ledvice na vzhodu v Mġarrju, in tloris, ki je viden v Skorbi, Kordinu in na različnih manjših območjih ter petapsidni tloris v južni Ġgantiji in vzhodnem Tarxienu.

### Saflienska doba (3300–3000 pr. n. št.)
To je prehodno obdobje med dvema glavnima dobama razvoja. Ime izhaja iz hipogeja (podzemnice) Ħal-Saflieni. Ta doba je prenašala enake značilnosti oblik ggantijske lončenine, uvedla je tudi nove dvostožčaste sklede.

### Tarxienska doba (3150–2500 pr. n. št.)
Označuje vrh tempeljske civilizacije. Imenuje se po tempeljskem kompleksu v Tarxienu, nekaj kilometrov od Grand Harbourja (Velikega pristanišča). To pripada zadnjima dvema razvojnima stopnjama tlorisa templja. Zahodni tempelj v Ġgantiji je skupaj z drugimi enotami v Tarxienu, Ħaġar Qimu in L-Imnajdri predzadnja razvojna stopnja, uvedene so bile plitke niše namesto apside na skrajnem koncu templja. Zadnja je znana samo v enem templju, osrednji enoti v Tarxienu, s tremi simetričnimi pari apsid.  Tempeljska kultura je v tem obdobju dosegla svoj vrhunec v smislu izdelave lončenine in tudi v kiparskem okrasju, samostoječem in reliefnem.
Spiralni reliefi so podobni tistim v Tarxienu, ki so krasili templje v Ġgantiji, vendar so se pojavili na ravni, ko so jasno prepoznavni le v seriji risb, ki jih je narisal umetnik Charles de Brochtorff leta 1829, takoj po izkopu templjev. Za tarxiensko dobo so značilne bogate lončarske oblike in dekorativne tehnike. Večina oblik je skoraj oglata, večinoma brez ročajev ali ročic. Glina je praviloma dobro pripravljena in žgana, medtem ko je površina opraskana, a lepo polirana. Ta opraskana dekoracija ostaja standardna, vendar postane natančneje izdelana in elegantnejša, najbolj priljubljen motiv je nekakšna voluta. 

## Arhitektura in zgradba
Malteški tempeljski kompleksi so bili zgrajeni na različnih lokacijah in v širokem razponu let. Medtem ko ima vsaka posamezna lokacija svoje posebne značilnosti, imajo vse skupno arhitekturo. Pristop k templjem leži na ovalnem predprostoru z vodoravnimi terasami, če je teren nagnjen. Predprostor je na eni strani omejen z lastno tempeljsko fasado, navadno južno ali jugovzhodno. Fasade in notranje stene so sestavljene iz ortostatov, vrste velikih kamnitih plošč na koncu.
Središče fasade običajno prekinejo vhodna vrata, ki sestavljajo triliton, par ortostatov, ki jih prekriva velika preklada. Nadaljnji trilitoni sestavljajo prehod, ki je vedno tlakovan s kamnom. Ta se odpre v odprt prostor, ki ponudi pot do naslednjega elementa, para D-oblikovanih komor, ki se navadno imenujejo apside in se odpirajo na obeh straneh prehoda. Prostor med stenskimi apsidami in zunanjo mejno steno je po navadi napolnjen z ohlapnimi kamni in zemljo, ki so včasih v ruševinah, vključno s keramičnimi črepinjami.
Glavna razlika med templji je število najdenih apsid, lahko so tri, štiri, pet ali šest. Če so tri, se odpirajo neposredno iz osrednjega dvorišča v obliki trilista. Pri bolj zapletenih templjih je zgrajen drugi aksialni prehod z uporabo iste konstrukcije trilitona, ki vodi od prvega sklopa apsid v drugi poznejši par, lahko peta osrednja ali niša, ki daje štiri ali pet apsidalnih oblik. V enem primeru je v osrednjem templju v Tarxienu peta apsida ali niša nadomeščena z nadaljnjim prehodom, ki vodi do zadnjega para apsid, tako da je vseh šest. Pri standardnem tlorisu templja, ki ga najdemo pri približno tridesetih templjih po otokih, so številne razlike pri številu apsid in celotni dolžini, od 6,5 m v vzhodnem templju Mnajdre do 23 m v šestapsidnem tarxienskem osrednjem templju.
Zunanje stene so bile običajno zgrajene iz koralnega apnenca, ki je težji kot globigerinski apnenec (globigerine so rod planktonskih foraminifer, ki so naselile svetovne oceane od sredine jure), uporabljen v notranjih delih templjev. Mehkejši je bil uporabljen za dekorativne elemente v templjih, po navadi rezbarije. Te značilnosti so običajno oblikovane v reliefu in prikazujejo različne oblike, povezane z vegetativnim ali živalskim simbolizmom. Navadno prikazujejo tekoče spiralne motive, drevesa in rastline ter nekatere živali. Čeprav so templji v svoji sedanji obliki neprepoznavni, se več let razpravlja o vrsti nejasnih teorij o možnih stropnih in strešnih konstrukcijah.

## Unescove lokacije

### Ġgantija
Templji v Ġgantiji stojijo na koncu planote Xagħra, obrnjeni proti jugovzhodu. Znani so bili že zelo dolgo in celo pred izkopavanji, ko je v poznem 18. stoletju Jean-Pierre Houël v glavnem pravilno oblikoval tloris. Leta 1827 je bila lokacija očiščena, ruševine, tla in ostanki so bili izgubljeni brez ustreznega pregleda. Izgubo, ki je nastala zaradi tega, je delno nadomestila nemška umetnica Brochtorff, ki je v enem ali dveh letih po odstranitvi ruševin ta kraj naslikala. To je edini prikaz očiščenja.
Zunanje stene obdajata dva templja. Južni je starejši in je bolje ohranjen. Tloris templja kaže pet velikih apsid s sledovi ometa, ki je nekoč pokrival nepravilno steno in se še vedno drži med bloki.

### Ta' Ħaġrat
Tempelj Ta 'Ħaġrat v Mġarrju leži na vzhodnem obrobju vasi, približno en kilometer od templjev Ta' Skorba. Ostanki so sestavljeni iz dvojnega templja, sestavljenega iz dveh sosednjih kompleksov v obliki trilista. Dva dela sta tako manj pravilno načrtovana in manjša kot mnogi drugi neolitski templji na Malti, njuni bloki niso okrašeni. Sir Temi Żammit je izkopaval v letih 1925–1927. V vasi so na tem kraju, kjer so bil templji, številne posode, lončenina iz mġarrskega obdobja.

### Skorba
Pomen te lokacije ni zaradi ostankov, ampak predvsem zaradi podatkov, dobljenih pri izkopavanju. Ta spomenik ima značilno triapsidno obliko iz ggantijske dobe, od katerih sta večji del prvih dveh apsid in celotna fasada uničena do tal. Ostanki so kamnit tlak vhodnega prehoda s perforacijami, tla torba ("torba" je cementu podoben material za tla, izdelan iz lokalnega globigerinskega apnenca z drobljenjem, zalivanjem in lomljenjem, ki je v mnogih malteških megalitskih templjih; različica je preživela do sodobne dobe in je bila uporabljena v strešnih kritinah malteških hiš) in velike navpične plošče iz koralnega apnenca. Severna stena je v boljšem stanju; izvirni vhod je bil odprt na dvorišče, vendar so bila vrata v tarxienski dobi zaprta z oltarji, nameščenimi v vogalih. Vzhodno od tega templja je bil v tarxienski dobi dodan drug spomenik s štirimi apsidami in osrednjo nišo. Preden so bili templji zgrajeni, je bila na tem območju vas približno 12 stoletij.
Najstarejša zgradba je enajst metrov dolga ravna stena zahodno od prvotnega vhoda v templje. Ostanki nasproti so bile vrste materiala iz prve znane človeške naselitve otoka, għardalamske dobe. Med domačimi ostanki, najdenimi v tem materialu, so našli oglje in karbonizirana zrna, nekaj drobnih delcev, ki so bili naključno pečeni. Delci oglja so bili nato radiokarbonsko datirani, njihova starostna analiza pa je bila 4850 pr. n. št.

### Ħaġar Qim
Ħaġar Qim stoji na grebenu, ki je dva kilometra oddaljen od vasi Qrendi in Siġġiewi. Njegovi graditelji so za gradnjo templja uporabili mehek globigerinski apnenec, ki pokriva greben. Učinke te izbire lahko vidimo v zunanji južni steni, kjer so veliki ortostati izpostavljeni morskim vetrovom. Tempelj je bil v stoletjih izpostavljen hudim vremenskim vplivom in površinski eroziji.
Tempeljska fasada je tipična, ima trilitonski vhod, klop in ortostat. Ima širok predprostor s podpornim zidom, skozi katerega je prehod v središče zgradbe. Ta vhodni prehod in prvo dvorišče sledita skupnemu, čeprav precej spremenjenemu, malteškemu megalitskemu oblikovanju. Poseben vhod omogoča dostop do štirih zaprtih prostorov, ki so medsebojno neodvisni in nadomestijo severozahodno apsido.

### Mnajdra
Templji L-Imnajdra ležijo v votlini 500 metrov od Ħaġar Qima. To je še ena zapletena lokacija in je osredotočena v bližnjem krožnem odprtem prostoru. Trije sosednji templji so ob eni strani, medtem ko sta druga dva na terasi na strmem pobočju, ki poteka navzdol do morja. Prve stavbe na desni so majhne neurejene komore, podobne ograjenim prostorom v Ħaġar Qimu. Nato stojijo trije majhni trilistni templji, ki izhajajo iz ggantijske dobe, z dekoracijami. Njihov nenavadni trojni vhod je bil v drugem templju kopiran v večjem merilu. Srednji tempelj je bil pravzaprav zadnji, ki je bil zgrajen, vstavljen med druge v tarxienski dobi, po 3100 pr. n. št. Ima štiri apside in nišo.
Tretji tempelj, zgrajen zgodaj v tarxienski dobi in tako drugi po dataciji, se odpre na dvorišče na nižji stopnji. Ima izrazito konkavno fasado s klopjo, ortostatom in trilitonskim vhodom. Južni tempelj je usmerjen astronomsko v smeri vzhajajočega sonca v času solsticija in ekvinokcija; med poletnim solsticijem prvi žarki sončne svetlobe osvetljujejo rob okrašenega megalita med prvo apsido, medtem ko se v zimskem solsticiju isti učinek dogaja na megalitu na nasprotni apsidi. Med ekvinokcijem žarki vzhajajočega sonca segajo naravnost skozi glavna vrata, da dosežejo notranjo osrednjo nišo.

### Tarxien
Tempeljski kompleks Tarxien je približno 400 metrov vzhodno od hipogeja v Hal-Saflieniju. Tukaj najdemo tri templje, ki jih je v začetku 20. stoletja odkopal Temi Żammit. V primerjavi z drugimi kraji je tempelj na vseh straneh omejen s sodobnim urbanističnim razvojem, a to ne zmanjša njegove vrednosti. En vhod je v prvi velik odprt prostor južnega templja, označenega z zaobljenimi fasadami in cisterno, ki se pripisuje templju. Najstarejši tempelj na severovzhodu je bil zgrajen med 3600 in 3200 pr. n. št. Sestavljen je iz dveh vzporednih vrst polkrožnih apsid s prehodom na sredini. 
Južni in vzhodni templji so bili zgrajeni v tarxienski dobi med letoma 3150 in 2500 pr. n. št. Drugi ima tri vzporedne polkrožne apside, ki so povezane z velikim prehodom, tretji ima dve vzporedni vrsti apsid s prehodom v smeri, ki je vzporedna s smerjo prvega templja. Prvi tempelj je trdno zgrajen z velikimi kamni, od katerih so nekateri grobo obdelani. Stene so položene z veliko natančnostjo in so veličastne v svoji enostavnosti. Drugi tempelj je temeljitejše zgrajen, zidovi pa so skrbno končani, nekatere stoječe plošče so okrašene s ploščatimi dvignjenimi spiralami. V eni od komor sta čez eno od sten v nizkem reliefu vrezana dva bika in svinja. Tretji tempelj ima malomarno zgrajen okvir, vendar je večina njegovih stoječih kamnov bogato okrašena z izrezljanimi vzorci.

## Druge lokacije
Malta ima poleg templjev, ki so na seznamu Unescove svetovne dediščine, še druge megalitske templje in sorodna mesta:
- Borġ l-Imramma
- Borġ in-Nadur
- Buġibba
- Debdieba
- Kordin 
  - Kordin I
  - Kordin II
  - Kordin III
- Ħal-Ġinwi Temples
- Qortin l-Imdawwar
- Santa Verna
- Ta' Marżiena
- Ta' Raddiena
- Tal-Qadi
- Tas-Silġ
- Xemxija 
  - Xemxija I
  - Xemxija II
- Xrobb l-Għaġin

Nekatera od teh območij so bila izkopana, nato pa ponovno zasuta, kot na primer Debdieba. Druga, kot sta Kordin I in II, so bila uničena. Drugi templji so po navadi sestavljeni iz le malo razpršenih megalitov ali ostankov, nekateri pa so, kot tempelj Buġibba (ki je zdaj na hotelskem zemljišču), v boljšem stanju. Nekatera območja, kot je Ta 'Marżiena, nikoli niso bila izkopana. Tas-Silġ ima nekaj megalitskih ostankov, a veliko več iz bronaste dobe in kasnejše, saj je bilo mesto naseljeno vsaj do 9. stoletja.
Poleg tega so bili najdene kolesnice v Misraħ Għar il-Kbirju, ki lahko ali pa ne izhajajo iz templja. Potopljeno območje, znano pod imenom Ġebel ġol-Baħar, je morda ob obali Malte, vendar ni dokazano, da je megalitski tempelj.